# Прокопий Антемий
Фла́вий Проко́пий Анте́мий (лат. Flavius Procopivs Anthemivs) — римский император в 467—472 годах. Его кандидатура была выдвинута императором Восточной империи Львом I. Антемий был, вероятно, последним относительно самостоятельным римским императором, пытавшимся вернуть Риму потерянные провинции. Однако обе его крупные кампании — против вандалов и против вестготов — закончились провалом. Поссорившись с могущественным военачальником Рицимером, Антемий был осаждён им в Риме, а затем убит.

## Биография

### Ранние годы
Антемий родился в Константинополе около 420 года. Его отцом был Прокопий (военный магистр Востока в 422—424 годах), дедом — Антемий, префект претория Востока и фактический правитель Восточной Римской империи с 405 по 414 год. Также считается, что Антемий был потомком узурпатора Прокопия — родственника императора Юлиана.
В юности Антемий учился в Александрии, в школе философа неоплатоника Прокла. Одновременно с ним там учились военачальник Марцеллин, Флавий Мессий Феб Север и языческий поэт Пампрепий.
В 453 году Антемий женился на Марции Евфимии, дочери восточного императора Маркиана. После женитьбы он получил титул комита (главнокомандующего) Фракии и был отправлен на Дунайскую границу, чтобы усилить её оборону. В 454 году он был отозван в Константинополь, где получил ранг патриция и magister militum Востока. В 455 году стал консулом вместе с императором Запада Валентинианом III. Император Маркиан рассматривал Антемия как возможного кандидата на трон Запада или Востока, но в январе 457 года Маркиан умер, не успев назначить преемника.
Реальная власть в Константинополе оказалась в руках Аспара, военного магистра Востока. Так как Аспар не мог сам занять трон в силу своего варварского происхождения, и при этом опасался Антемия, который явно стал бы независимым правителем, он остановил свой выбор на подчиненном ему военачальнике Льве, который и стал новым императором.
Антемий остался на службе нового императора в звании Magister militum, его основной задачей была защита границ империи. Около 460 года он нанес поражение остготам Валамира в Иллирии. Зимой 466/467 года разгромил гуннов Хормидака, перешедших замерзший Дунай.

### Путь к трону
После смерти Либия Севера в 465 году, в Западной империи не было императора. Король вандалов Гейзерих, устраивавший постоянные рейды на побережье Италии, выдвинул своего кандидата Олибрия, женатого на дочери императора Валентиниана III (на его другой дочери был женат сын Гейзериха). Имея на троне Олибрия, Гейзерих стал бы фактическим правителем Западной империи, что не устраивало ни Льва I, ни Рицимера, назначавшего и свергавшего западных императоров по своему произволу. Желая усилить давление на Константинополь, Гейзерих предпринял несколько нападений на Сицилию, Италию и собственную территорию Восточной империи, захватывая и обращая в рабство людей в Иллирии и Пелопоннесе. Это вынудило Льва действовать.
Весной 467 года Лев I, заручившись согласием Рицимера, отправил Антемия в Италию с сильной армией под руководством военного магистра Иллирии Марцеллина. 12 апреля Антемий был провозглашен императором Запада недалеко от Рима.
Назначая Антемия императором, Лев I преследовал сразу три цели: отправлял потенциального кандидата на восточный трон далеко от Константинополя, пресекал попытки Гейзериха посадить на трон послушного ему императора и получал в Италии армию, способную сражаться с вандалами.

### Правление

#### Отношения с Восточной империей
Правление Антемия характеризуется хорошими дипломатическими отношениями с Востоком. Рим и Константинополь сотрудничали в ежегодном выборе консулов. Каждая сторона выдвигала по одному консулу, и другая принимала выбор. В 468 году Антемий был консулом без коллеги (ему была оказана та же честь, что и Льву I в 466 году). В 469 году консулами были сын Антемия Маркиан и зять Льва Зенон. В 470 году консулами стали Мессий Феб Север, друг Антемия ещё по школе Прокла, и Magister militum Востока Иордан. В 471 году, в консульство Льва I и Целия Акония Пробиана, союз между двумя империями был скреплен браком между сыном Антемия Маркианом и дочерью Льва Леонтией.
Кроме того, Антемий выдал свою дочь Алипию замуж за могущественного Рицимера. Сидоний Аполлинарий, посетивший Рим по случаю свадьбы в конце 467 года, описал большие торжества, в которых участвовали все сословия.

#### Война с вандалами
Вандалы представляли большую проблему для Западной империи. В конце 467 года Антемий попытался организовать поход против них, но плохая погода вынудила римлян вернуться обратно до его завершения.
В 468 году Лев I, Антемий и Марцеллин организовали совместную масштабную операцию против вандалов. Всей операцией командовал Василиск, брат жены Льва Верины. Был собран огромный флот, который должен был перевезти в Африку объединенную армию Восточной и Западной империй, а также иллирийские войска Марцеллина. Но этот план сорвался. Марцеллин был убит, а Лев I подписал сепаратное соглашение с вандалами. Антемий, потеряв союзников и опустошив казну на это предприятие, вынужден был отказаться от попыток вернуть Африку и обратиться к другой проблеме Империи — вторжению вестготов в западные провинции.

#### Война с вестготами
Потерпев неудачу в Африке, Антемий попытался вернуть Галлию под контроль империи. К этому времени ситуация там складывалась следующим образом. Король вестготов Эйрих, воспользовавшись политической нестабильностью и слабостью Рима, занял значительную часть провинций. Хотя Арелат и Марсель оставались под контролем империи, Овернь оказалась отрезана от основной территории и управлялась Экдицием, сыном Авита. Территории на севере, включенные в Суассонскую область, были фактически независимы.
В 469 году Антемий заключил союз с бриттами Арморики, планируя ударить по вестготам одновременно с юга и севера. Вначале бриттам короля Риотама сопутствовал успех, они продвинулись до Буржа, но, в результате предательства преторианского префекта Галлии Арванда, выдавшего планы Антемия Эвриху, были разбиты при Деоле значительно превосходящей их численностью вестготской армией ещё до подхода войск Антемия.
Сам Антемий отправил против Эвриха армию под командованием своего сына Антемиола. Армия Антемиола выступила из Арелата и перешла Родан, но здесь попала в засаду и была полностью уничтожена готами. Сам Антемиол попал в плен и был казнен. Попытка Антемия вернуть Галлию провалилась.

#### Внутренняя политика
Неудачи во внешней политике сопровождались проблемами во внутренних делах. По происхождению Антемий был греком, а кроме того был назначен императором восточным двором и вел самостоятельную политику, что не устраивало Рицимера. К тому же его подозревали в симпатиях к язычеству.
Антемий старался сохранять хорошие отношения с сенатской аристократией, жаловал патрицианским достоинством лучших граждан Италии и Галлии.

### Гибель
Самой влиятельной фигурой на Западе был Рицимер. Несмотря на брак Рицимера с дочерью Антемия, отношения между ними были плохими и окончательно испортились в 470 году, когда Антемий приговорил к смерти по обвинению в предательстве сенатора Романа, которого поддерживал Рицимер.
В ответ на это Рицимер, собравший армию для войны против вандалов, покинул Рим и отправился со своими людьми на север. Между сторонниками двух партий произошло несколько стычек, в итоге Антемий и Рицимер подписали перемирие сроком на один год при посредничестве Епифания, епископа Павии.
В начале 472 года отношения между ними вновь обострились. Лев I отправил Олибрия, чтобы тот попытался восстановить мир между Антемием и Рицимером, а затем отправился послом к Гейзериху. В действительности Лев собирался устранить Олибрия и направил Антемию послание с предложением убить Олибрия и Рицимера. Однако послание было перехвачено людьми Рицимера и представлено Олибрию.
Началась открытая война. Рицимер провозгласил Олибрия императором и осадил Антемия в Риме. Антемия поддержали Сенат и граждане Рима. Обе стороны обратились к находившейся в Галлии армии, её командующий, magister militum Галлии Гундобад, поддержал своего дядю Рицимера. Антемий призвал на помощь остготов Вилимера, обещая взамен дать Вилимеру титул правителя Галлии. Вилимер подошёл к Риму, но был разбит Рицимером.
Потеряв последнюю надежду на помощь извне, Антемий попытался прорваться из города, но потеряв много людей, укрылся в базилике Святого Петра, где и был обезглавлен Гундобадом или Рицимером 11 июля 472 года.